# منى الهراوي
منى الهراوي، أرملة الرئيس اللبناني إلياس الهراوي وسيدة لبنان الأولى بين 24 نوفمبر 1989 - 24 نوفمبر 1998. ترجع أصول عائلتها إلى مدينة القدس. تزوجت من إلياس الهراوي في 13 فبراير 1961 ، ورزقا بزلفا (زوجة الوزير فارس بويز) ورولان، بالإضافة إلى ابن آخر توفي صغيرًا. ترأس مركز الرعاية الدائمة والمؤسسة الوطنية للتراث.